# Bystra-Sidzina
Bystra-Sidzina è un comune rurale polacco del distretto di Sucha, nel voivodato della Piccola Polonia.
Ricopre una superficie di 80,43 km² e nel 2004 contava 6 372 abitanti.